# جورج صموئيل هيرست
جورج صموئيل هيرست (بالإنجليزية: George Samuel Hurst)‏ هو مخترِع أمريكي، ولد في 13 أكتوبر 1927 في Ponza, Bell County, Kentucky ‏ في الولايات المتحدة، وتوفي في 4 يوليو 2010 في نوكسفيل في الولايات المتحدة.